# Foreste pluviali montane della Nuova Guinea settentrionale
Le Foreste pluviali montane della Nuova Guinea settentrionale sono una ecoregione terrestre della ecozona australasiana appartenente al bioma delle Foreste pluviali di latifoglie tropicali e subtropicali (codice ecoregione: AA0116) che si sviluppa per circa 23.300 km2 sul versante settentrionale dell'isola della Nuova Guinea.
Lo stato di conservazione è considerato in pericolo critico.
...

## Territorio

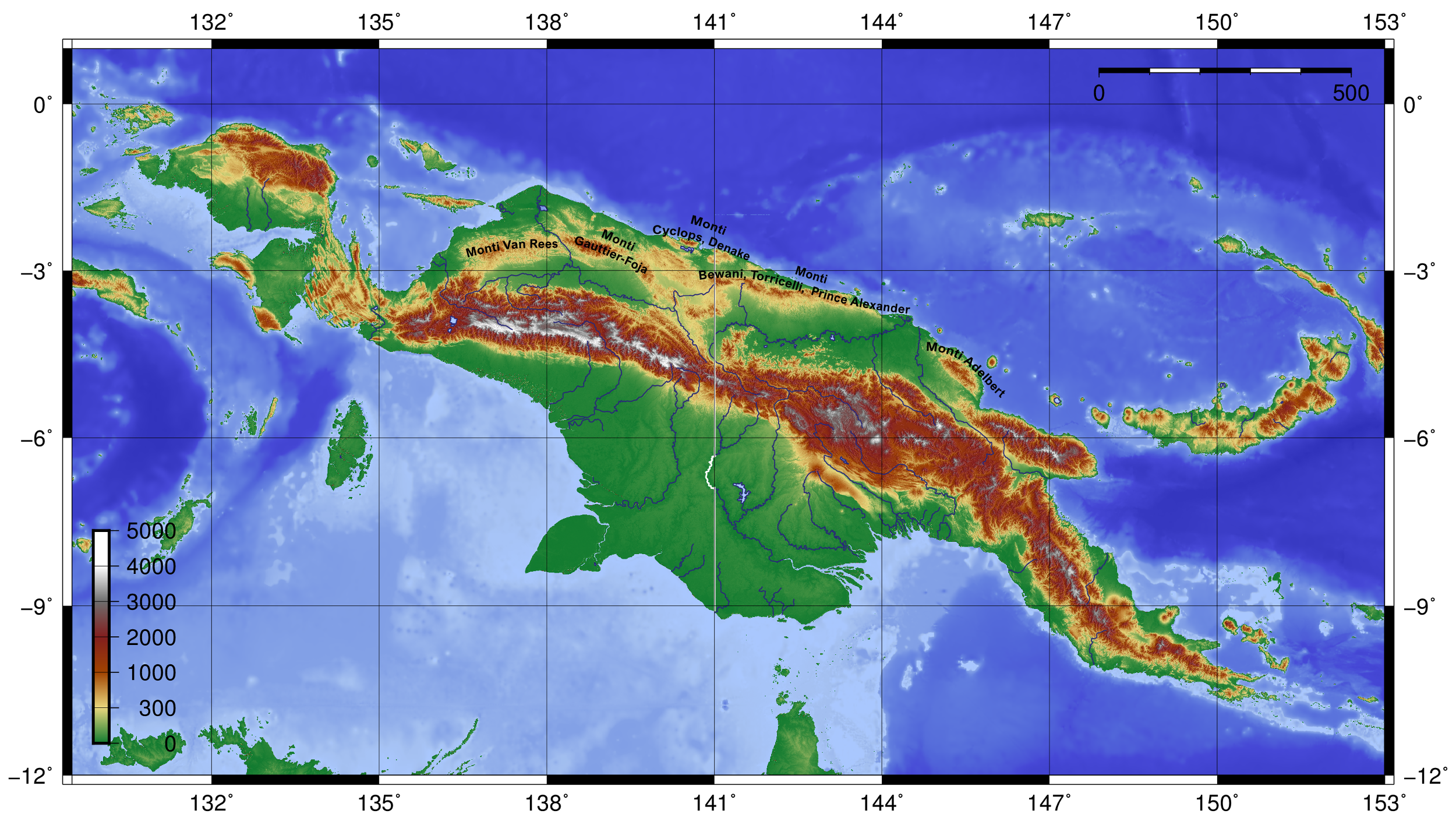
Catene montuose della Nuova Guinea settentrionale

Questa ecoregione è composta dalle foreste montane che crescono oltre 1.000 m. di altitudine su una serie di catene montuose disgiunte costituite dai Monti Van Rees (1.430 m), monti Foia-Gauttier (2.193 m), monti Cyclops (2.158 m), monti Denake, monti Bewani (2.000 m), Monti Torricelli (1.650 m), Monti del Principe Alessandro (1.240 m) e Adelbert Ranges (1.718 m).
Tali catene montuose si trovano tutte sul versante settentrionale dell'isola di Nuova Guinea, fra la Cordigliera centrale e la costa dell'Oceano Pacifico sud-occidentale, sia nel territorio della Nuova Guinea Occidentale (Indonesia) che su quello dalla Papua Nuova Guinea (PNG).
Le foreste umide e paludose di acqua dolce di pianura tropicale, al di sotto dei 1.000 m di altitudine, che si trovano a nord della Cordigliera Centrale fanno parte della contigua ecoregione delle Foreste pluviali di pianura e paludose della Nuova Guinea settentrionale (codice WWF AA0115).
L'ecoregione è pertanto formata da quattro zone non contigue: 
- la zona occidentale che ricopre i monti Van Rees e i monti Gauttier-Foya a cavallo del fiume Mamberamo;
- la zona centro-occidentale, che ricopre i monti Cyclops e Denake, intorno alla città di Jayapura presso il confine con la PNG;
- la zona centro-orientale, che ricopre i monti Bewani, Torricelli e Prince Alexander, detta anche Catena Costiera Settentrionale (North Coastal Range), nella PNG;
- la zona orientale, che ricopre i monti Adelbert, nella provincia di Madang, fino alla baia dell'Astrolabio nel Mare di Bismarck.

Il clima dell'ecoregione è tropicale umido, caratteristico di questa parte della Melanesia, situata nell'Oceano Pacifico occidentale a nord dell'Australia
La Nuova Guinea settentrionale è un'area tettonica molto attiva con una storia geologica complessa. La geologia di questa ecoregione montuosa è una miscela di sedimenti terrestri e marini metamorfici e pliocenici a grana fine.

## Flora

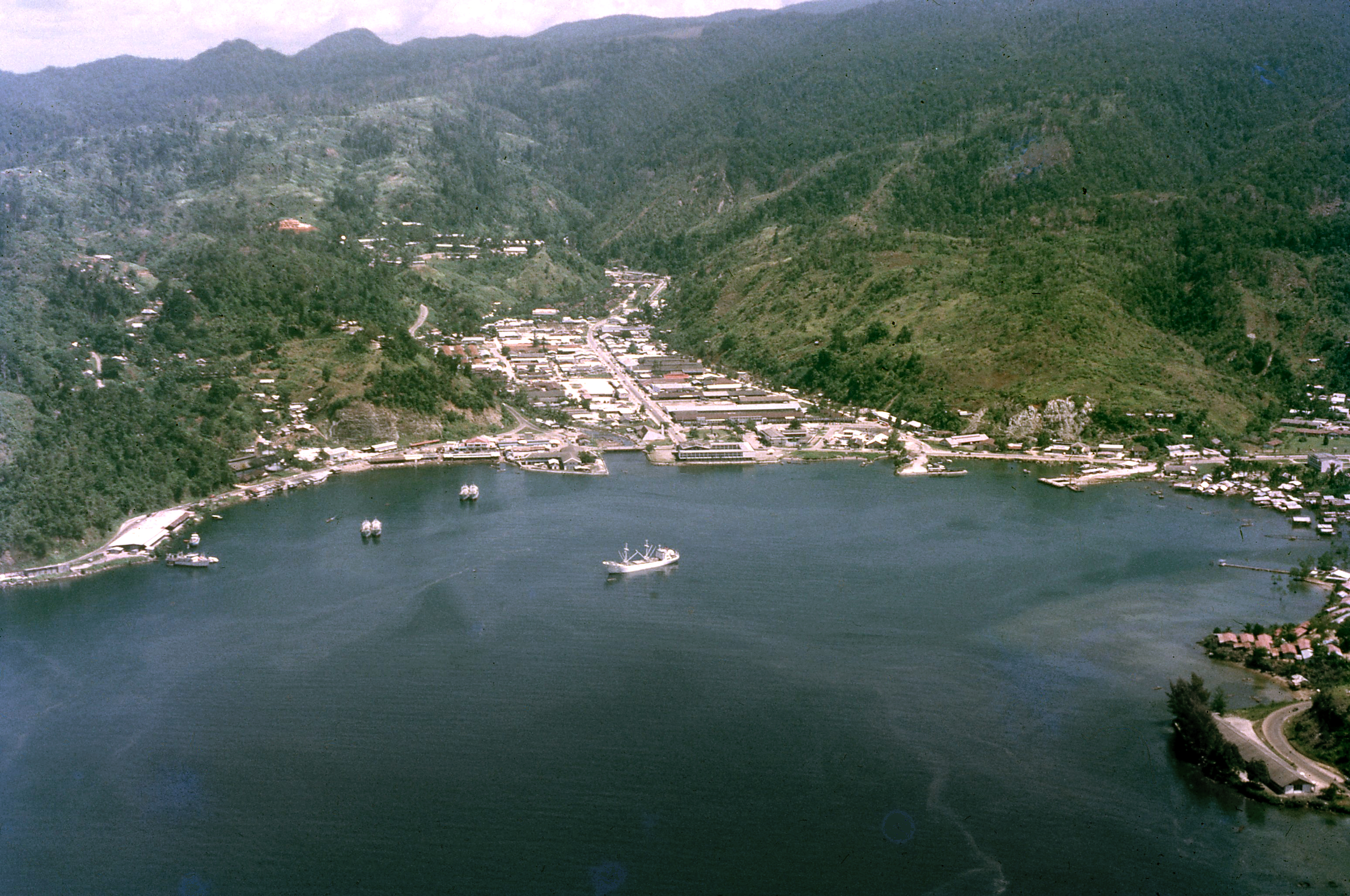
Jayapura circondata dai monti Cyclops intorno al 1960

La vegetazione di questa ecoregione è generalmente foresta pluviale montana tropicale. Sebbene siano soggette a climi e topografia variabili, le foreste montane hanno chiome più piccole e persino più chiome delle foreste collinari di pianura. La densità degli alberi può essere elevata, così come quella degli arbusti. Gli alberi predominanti includono Nothofagus, Lauraceae, Cunoniaceae, Elaeocarpaceae, Lithocarpus, Castanopsis, Syzygium, Ilex e conifere meridionali. Nothofagus e Araucaria possono crescere in boschi puri e densi. I livelli di Myrtaceae, Elaeocarpaceae e conifere aumentano con l'altitudine. Le conifere generalmente presenti sopra i 2.000 m includono Dacrycarpus, Podocarpus, Phyllocladus e Papuacedrus.
Le foreste dei Monti Ciclopi sono dominate da Kania, Metrosideros e Xanthomyrtus, con Lithocarpus e Nothofagus ad altitudini più elevate. Oltre i 1.400 m, dominano le conifere (Phyllocladus, Papuacedrus, Dacrydium), con Podocarpus e Rapanea. A un'altitudine di 1.200 m, i Monti Foya a ovest sono dominati da Araucaria cunninghamii, Podocarpus neriifolius, Agathis labillardieri, Calophyllum e Palaquium.
Le catene Torricelli, Bewani e Prince Alexander sono costituite da foreste calcaree e montane. Queste foreste hanno una flora che si stima superi le 2.000 specie e include l'unico genere di felce endemico della Nuova Guinea (Rheopteris cheesmaniae).
In questa ecoregione si trovano cinque centri di diversità vegetale (CDP):
- Mamberamo-Pegunungan Jayawijay (in Nuova Guinea Occidentale);
- Cagar Alam Pegunungan Cyclops (in Nuova Guinea Occidentale);
- Torricelli Mountains-Bewani Mountains-Prince Alexander Range (in PNG);
- Adelbert Range (in PNG).

## Fauna
La ricchezza faunistica complessiva e l'endemismo della regione sono bassi o moderati se confrontato con quello di altre ecoregioni in Indo-Malesia.

### Mammalia

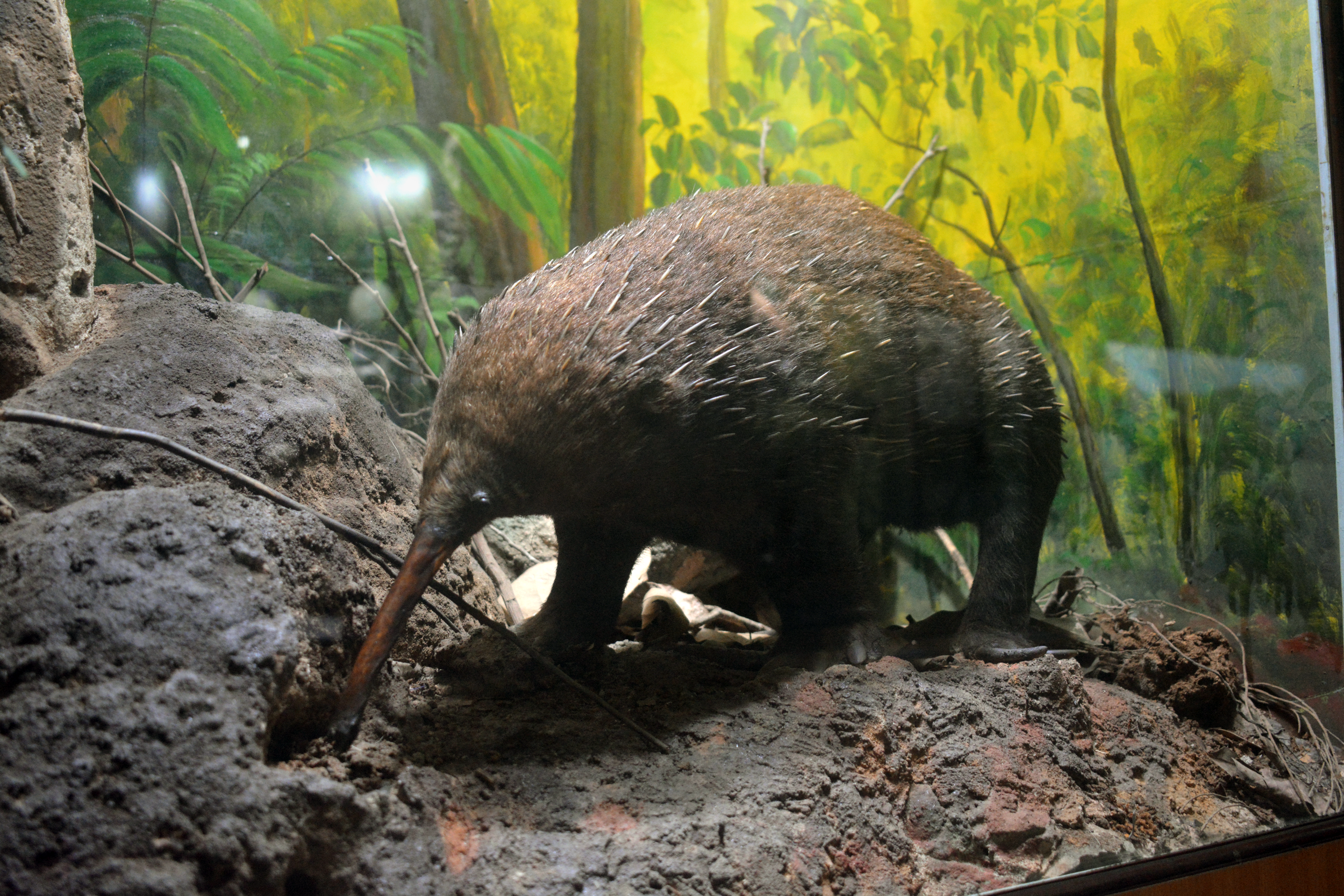
Zaglossus bruijni, Museo Zoologico di Bogor, 2024

Ci sono cinquantuno specie di mammiferi nell'ecoregione, con sei specie che sono endemiche o quasi endemiche. La fauna dei mammiferi è composta da un'ampia varietà di marsupiali tropicali dell'Australasia, tra cui canguri arboricoli e un aliante. L'echidna dal becco lungo di Sir David Attenborough  (Zaglossus attenboroughi) era considerata in pericolo prima di essere separata dall'echidna papuana (Zaglossus bruijni), e presumibilmente lo sarebbe ancora perché è una preda focale per gli esseri umani. Il petauro settentrionale (Petaurus abidi) non si trova in nessun altro posto sulla Terra. Gli altipiani delle catene costiere settentrionali ospitano anche il canguro arboricolo di Scott (Dendrolagus scottae), ritenuto il più grande e minacciato mammifero forestale nativo della PNG.
Altre specie di mammiferi endemici o quasi endemici della regione includono:
- echimipera di Clara (Echymipera clara);
- ratto acquatico settentrionale (Paraleptomys rufilatus);
- ratto mimetico degli alberi (Xenuromys barbatus),

### Aves

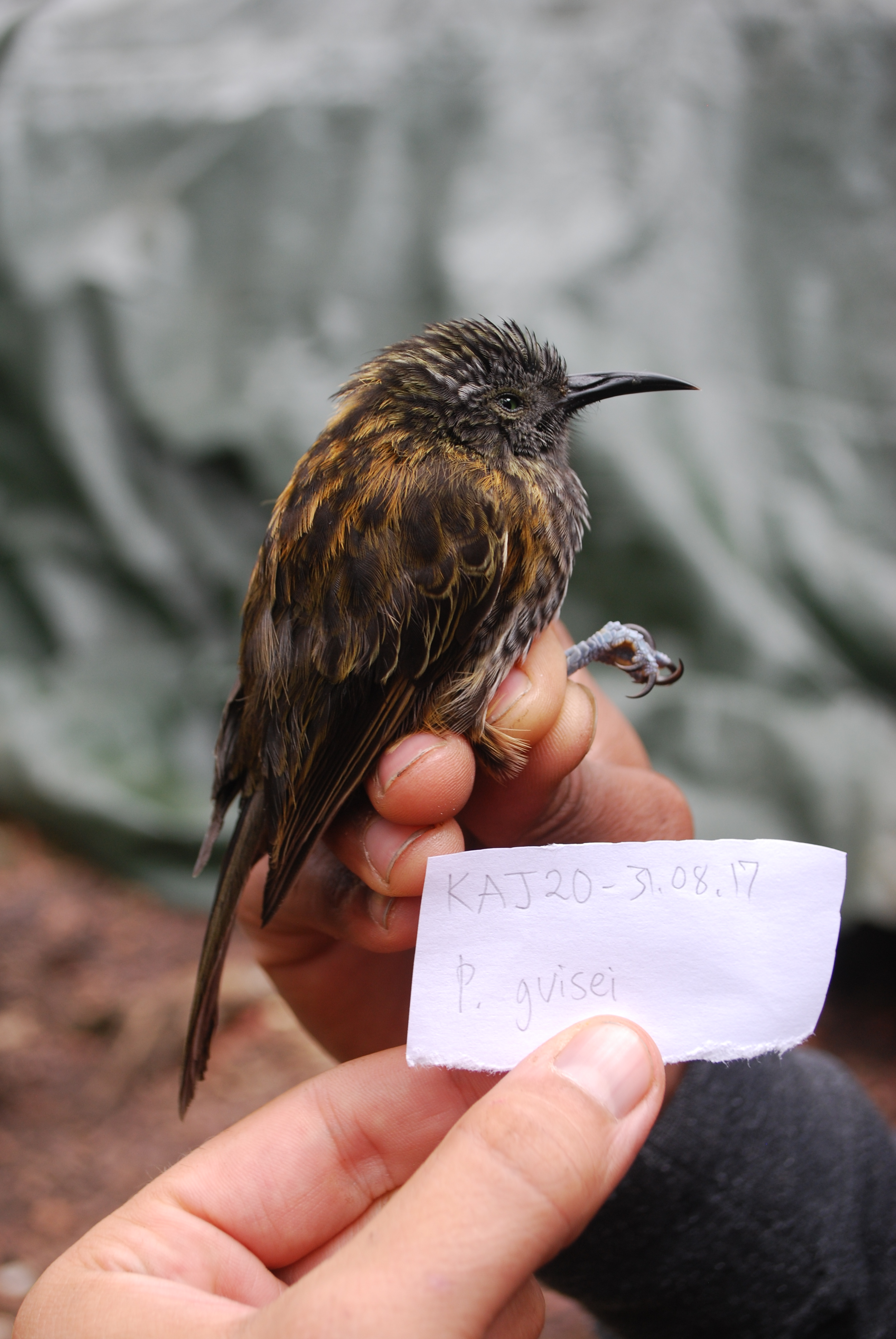
Ptiloprora guisei, Madang, PNG, 2017

Questa zona fornisce un habitat per una serie di popolazioni di uccelli isolate e tassonomicamente distinte. 
L'avifauna dell'ecoregione ha caratteristiche australasiatiche e include diversi rappresentanti di famiglie australasiatiche fra cui Paradisaeidae, Ptilonorhynchidae, Eopsaltridae, e Meliphagidae.
L'ecoregione contiene interamente l'Endemic Bird Area (EBA) delle Montagne della Papua settentrionale e parte dell'EBA delle Pianure della Papua settentrionale e dell'EBA delle Catene montuose Adelbert e Huon.
L'ecoregione contiene dodici uccelli endemici o quasi endemici. L'EBA delle Montagne della Papua settentrionale contiene cinque uccelli ad areale limitato, tra cui tre che non si trovano in nessun altro posto sulla Terra. I monti Adelbert contengono tre specie di uccelli ad areale limitato. La paradisea dalle sei penne di Wahnes  (Parotia wahnesi) e il succiamiele dorsorossiccio (Ptiloprora guisei) si trovano qui e sulle montagne della penisola di Huon, ma l'uccello giardiniere crinito (Sericulus bakeri) non si trova in nessun altro posto sulla Terra se non in questa ecoregione. La specie di uccello più rara in PNG, l'uccello giardiniere crinito ha l'areale geografico più circoscritto noto per qualsiasi specie sulla terraferma della PNG. Sia l'uccello giardiniere crinito che la paradisea dalle sei penne di Wahnes sono considerati vulnerabili.
Altre specie endemiche o quasi endemiche della regione sono:
- Rallina mayri o rallina di Mayr;
- Amblyornis flavifrons o uccello giardiniere frontedorata;
- Ptiloprora mayri o succiamiele di Mayr;
- Melidectes ochromelas o succiamiele cigliacannella;
- Peneothello cryptoleuca o balia neoguineana fuligginosa;
- Pachycephalopsis hattamensis o pigliamosche neoguineano;
- Ptilorrhoa geislerorum o garrulo splendido testabruna;
- Melampitta gigantea o melampitta maggiore;
- Parotia carolae o paradisea dalle sei penne della regina Carola.

## Conservazione

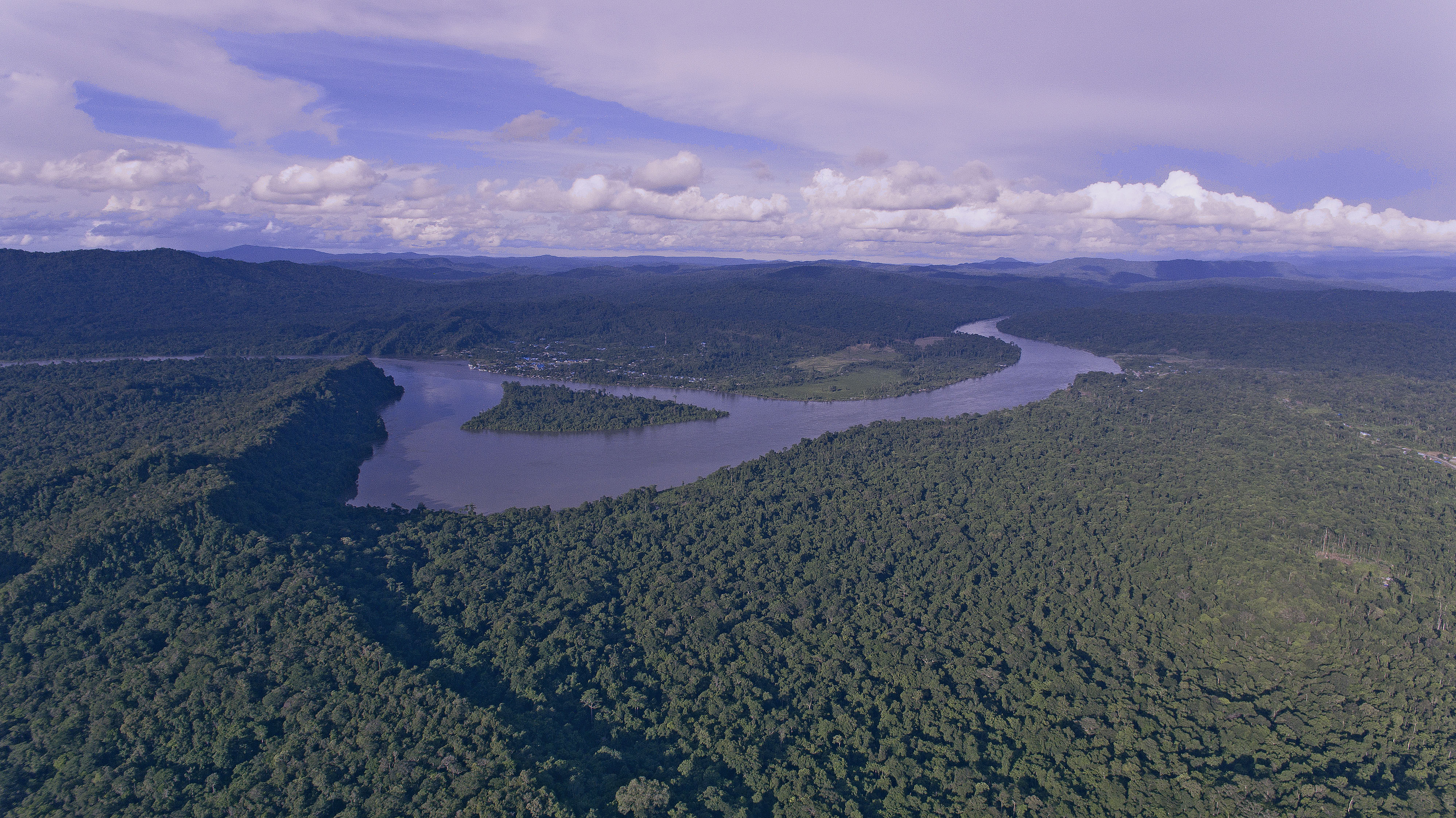
Fiume Mamberamo nella riserva di Mamberamo Foja

Le minacce a questa ecoregione derivano dal potenziale per l'abbattimento commerciale di alberi. Inoltre i Monti Cyclops sono piuttosto vicini a Jayapura che è il principale centro abitato Nuova Guinea Occidentale e pertanto queste foreste collinari sono a rischio a causa dello sviluppo della città.
Lo stato di conservazione della regione è considerato critico.
Le principali aree protette della regione sono:
- Riserva faunistica di Mamberamo Foja, nella provincia di Papua, nella Nuova Guinea Occidentale;[7]
- Riserva naturale di Pegunungan Cycloops, nella provincia di Papua, nella Nuova Guinea Occidentale;[8]
- Parco naturalistico di Teluk Youtefa, presso Jayapura.[9]